# Hanif Kureishi

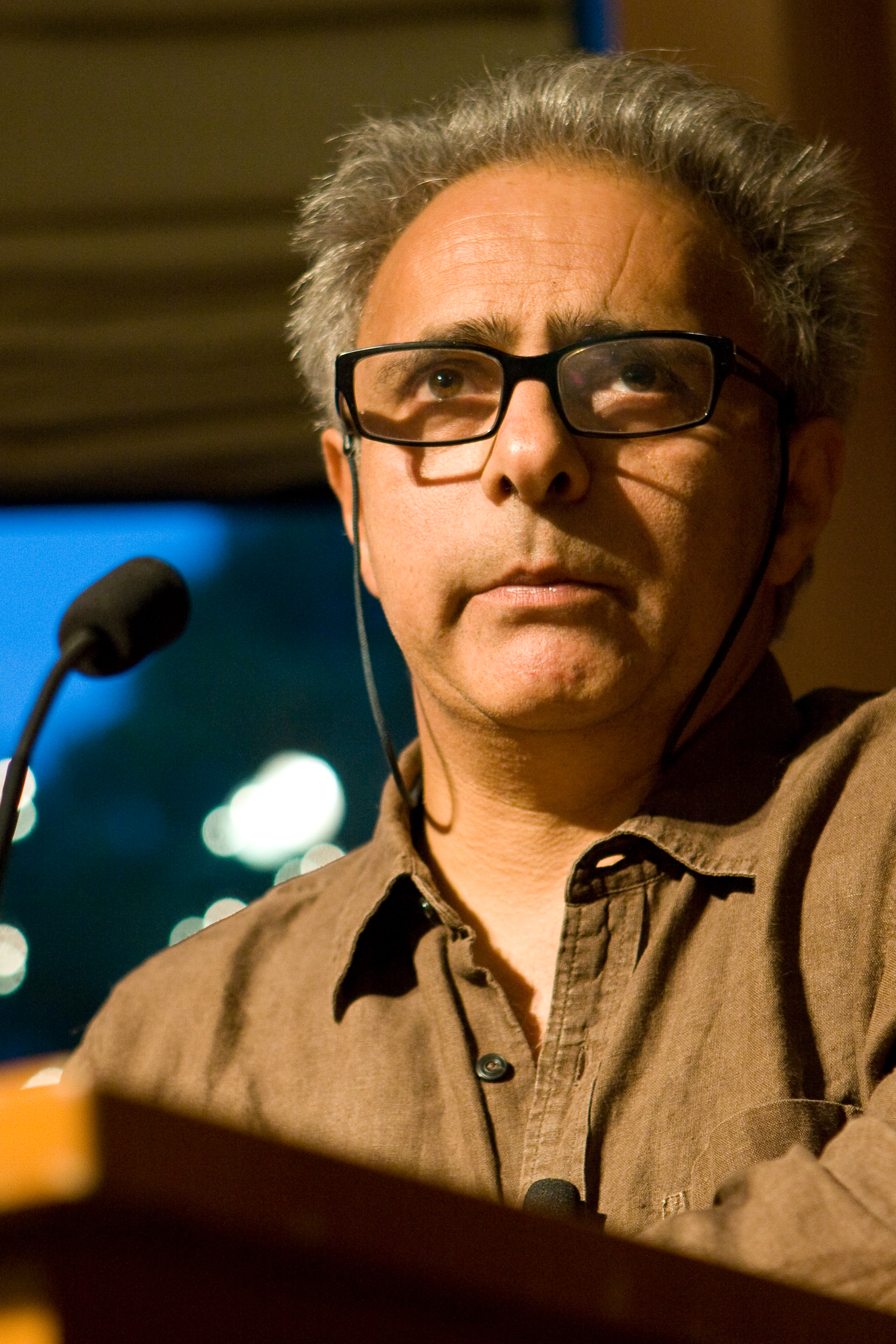
Hanif Kureishi, 2008

Hanif Kureishi CBE (* 5. Dezember 1954 in Bromley, London) ist ein britischer Schriftsteller. Er ist Autor von Romanen, Kurzgeschichten, Theaterstücken, Drehbüchern und Essays. Er arbeitete auch als Regisseur.

## Leben
Hanif Kureishi wurde 1954 in dem Londoner Vorort Bromley als Sohn des Pakistaners Shannoo Kureishi aus Mumbai, einem Botschaftsangestellten, und der Engländerin Audrey geboren. Hier wuchs er auch auf. 1965 wurde Bromley nach Greater London eingemeindet. Im Jahre 1981 gewann er mit seinem Theaterstück Outskirts den George Devine Award, ein Jahr später wurde er am Londoner Royal Court Theatre zum Stadtschreiber ernannt. 1990 veröffentlichte Kureishi seinen ersten Roman The Buddha of Suburbia, welcher mit dem Whitbread Prize for Best First Novel ausgezeichnet und überaus positiven Kritiken (u. a. von Salman Rushdie) überhäuft, zudem von der BBC 1993 als Vierteiler ausgestrahlt wurde. Es folgten die drei Filme My Beautiful Laundrette („Mein wunderbarer Waschsalon“, 1984) mit Daniel Day-Lewis, Sammy and Rosie Get Laid („Sammy und Rosie tun es“, 1987) sowie London Kills Me („London schafft alle“, 1991) mit Fiona Shaw. My Beautiful Laundrette wurde für einen Oscar nominiert.
Seine Werke sind in 36 Sprachen übersetzt worden. Für seine schriftstellerischen und künstlerischen Leistung wurde Kureishi in Großbritannien der CBE-Verdienstorden des Order of the British Empire und in Frankreich die Auszeichnung des Chevalier de l’Ordre des Arts des Lettres verliehen.
Am 26. Dezember 2022 brach Kureishi in Rom nach einem Spaziergang zusammen und erlitt Kopf- und Wirbelsäulenverletzungen. Seither ist er gelähmt und kann weder Arme noch Beine verwenden. Noch im Krankenhaus begann er, Texte über das Leben zu diktieren, die Dritte (u. a. seine Frau Isabella oder sein Sohn Carlo) auf sozialen Netzwerken und Blogdiensten wie Twitter oder Substack veröffentlichen, und schafft dabei Kunst. Er hat einen Roman über seine Erfahrungen veröffentlicht (Shattered).
Kureishi war zweimal verheiratet und hat drei Söhne, Carlo und Sachin mit Tracey Scoffield und Kier mit der Psychologin Monique Proudlove.
2009 wurde er in die Wettbewerbsjury der 62. Internationalen Filmfestspiele von Cannes berufen. 2024 wurde Kureishi zum Mitglied der American Academy of Arts and Sciences gewählt.

## Werk und Bedeutung
Kureishi gilt inzwischen neben Salman Rushdie und Zadie Smith als einer der bedeutendsten anglo-asiatischen Autoren der gegenwärtigen britischen Literatur, der sich auch international einen Namen geschaffen hat. Im Zentrum seiner filmischen, narrativen und dramatischen Fiktionen stehen zumeist die komplexen Prozesse der individuellen Verarbeitung der Erfahrungen von kultureller Hybridität in den postkolonialen Gegebenheiten des multikulturellen Londoner Lebens.
Dabei verarbeitet Kureishi in seinem literarischen Werk an zahlreichen Stellen seine eigenen Erfahrungen als Sohn eines indischen Immigranten muslimischen Glaubens und einer englischen Mutter, der in den sozialen Brennpunkten der südlichen Vororte Londons aufgewachsen ist. Aufgrund seiner Hautfarbe als in-between lernte er bereits sehr früh den alltäglichen Rassismus und die ethnischen Diskriminierungen kennen wie auch die typischen Unterschiede in den Lebensmustern und Selbstverwirklichungsträumen der indisch-pakistanischen Einwanderer der ersten und zweiten Generation, die in dem Spannungsfeld von revisionistischer Fundamentalisierung einerseits und aufstiegsorientierter soziokultureller Assimilation andererseits liegen.
Ungeachtet dieses multikulturellen Hintergrundes seiner eigenen Herkunft hat Kureishi sich stets uneingeschränkt als britischer Staatsbürger und Schriftsteller verstanden. So drückt er dies beispielsweise mit den Worten des Erzählers und Protagonisten Karim Amir in dem Eröffnungsabschnitt seines stark autobiografische Züge tragenden, nach wie vor gewichtigsten Erfolgsromans The Buddha of Suburbia 1991 folgendermaßen aus: „I am an Englishman born and bred, almost. I am often considered to be a funny kind of Englishman, a new breed as it were, having emerged from two old histories.“ (dt.: „Ich bin ein waschechter Engländer – jedenfalls beinahe. Man hält mich oft für eine komische Sorte Engländer, als gehörte ich zu einer neuen Rasse Engländer, die aus zwei Kulturen hervorgegangen ist.“)
Kureishi begann seine schriftstellerische Laufbahn nach seinem Philosophiestudium am King’s College London zunächst als Dramatiker im Förderungsumfeld des Royal Court Theatre und erlangte seinen Durchbruch mit den zwei Drehbüchern zu den international erfolgreichen Spielfilmproduktionen My Beautiful Laundrette und Sammy and Rosie Get Laid unter der Regie von Stephen Frears. Beide Filme spielen im London der 1980er Jahre, das vom Thatcherismus und sozialen Spannungen und Rassenunruhen geprägt ist. Im Zentrum beider Filme stehen, wie in den späteren Erzählungen Kureishis, die zwar von politischer Bewusstheit, nicht jedoch unbedingt politisch-moralischer Korrektheit zeugen, die überraschenden Entwicklungsgeschichten von repräsentativen Charakteren, deren Handeln sowohl durch das Spiel des erotischen Begehrens wie auch durch das Überschreiten kultureller Grenzen bestimmt ist. Die filmische Inszenierung definiert die Figuren zunächst als Produkte sich kreuzender Diskurse von Rasse, sozialer Klasse und Geschlecht durch die Zuschreibung einer Vielzahl stereotyper Merkmale auf dem Hintergrund kodierter Verhaltenserwartungen, um sodann die Erwartungsklischees durch individuell abweichendes, grenzüberschreitendes Verhalten und interkulturell ausgehandelte mehrschichtige Identitätskonstrukte zu unterlaufen und auf diese Weise neuartige, plausibel entwickelte Gestaltungsmöglichkeiten auszuloten oder aufzuzeigen.
Nicht nur aufgrund der sehr erfolgreichen filmischen Zusammenarbeit mit Frears, sondern auch aufgrund der Affinität seines Erzählens zum filmischen Darstellungsmedium gestaltete Kureishi seine Fiktionen in den 1990er Jahren weiterhin in erster Linie im Medium des Films. So schrieb er die Drehbücher zu Verfilmungen seiner Erzählwerke und war als Drehbuchautor und Regisseur verantwortlich für den Film London Kills Me (1991), der indes in der Kritik umstritten blieb.
Daneben konzentrierte Kureishi sich mit Beginn der 1990er Jahre verstärkt auf die Darstellungsmöglichkeiten des Prosaerzählens in verschiedenen Groß- und Kleinformen. Dies schlägt sich in seinem viel beachteten Erzählwerk nieder, das neben der Kurzgeschichtensammlung Love in a Blue Time (1997) mittlerweile vier Romane umfasst. Auf seinen Erstlingsroman The Budda of Suburbia folgten The Black Album (1995), Intimacy (1998) und Gabriel’s Gift (2001). Versucht Kureishi in The Budda das Lebensgefühl und Zeitkolorit im London der 1970er Jahre durch die individualisierte Perspektive seines Ich-Erzählers Karim Amir in der Form einer fiktiven Autobiographie einzufangen, so ist er in The Black Album bestrebt, den turbulenten Werdegang des jungen Protagonisten Shahid im London der 1980er Jahre durch die Wahl einer auktorialen Erzählinstanz zu objektivieren. In beiden Romanen dominiert jedoch stets die Affirmation der Bemühungen um individuelle Gestaltungsspielräume und das lustvolle Suchen und Ausloten rollenhafter Selbstinszenierungen, aus denen kreative Neukombinationen unterschiedlicher diskursiver Präformationen und Stereotype resultieren.
Diese werden in hybriden Identitätsentwürfen interaktiv bestätigt und überschreiten dabei die moralisierenden Warnungen vor den Gefahren subjektiver Überforderung oder auseinanderfallender, diffundierender Identitäten. Darüber hinaus tragen Kureishis Romane bei aller Bekräftigung der befreienden Dynamik des erotischen Begehrens zugleich auch dafür Sorge, dass dieses nicht in blinder Konsumorientierung oder reinem intellektuellem Hedonismus steckenbleibt. Ebenso wenig geht das Spannungsfeld des Erotischen in Kureishis Romanen einher mit dem Verlust des politischen Bewusstseins für den Fortbestand von Machtasymmetrien oder von ethnischen Stereotypisierungen und rassischen Diskriminierungen.
In seinen literarischen Werken zeigt Kureishi eine Vorliebe für eine komplexe intertextuelle Verortung seiner Figuren und Erzählungen und schafft mit einer Fülle von Anspielungen zugleich ein textuelles Universum, das sich als Korrelat seiner pluralen Identitätskonstruktionen deuten lässt.
Vor allem seine Erkundungen der Möglichkeiten, aber auch Risiken individueller Identitätsentwürfe in der gelebten Hybridität einer lebensweltlich konkretisierten multikulturellen Metropole haben seine Fiktionen insbesondere in jüngerer Zeit zu einem bevorzugten Forschungsfeld für Kritiker aus dem Umfeld postkolonialer und postmoderner Theorieansätze werden lassen.

## Werke
- 1980 The Mother Country. Theaterstück.
- 1981 Outskirts. Theaterstück
- 1990 The Buddha of Suburbia. Roman. Deutsch: Der Buddha aus der Vorstadt- das Schicksal von Einwandererfamilien in London beschrieben anhand eines jungen verwegenen Protagonisten und seiner oft lustigen Abenteuer
- 1991 London Kills Me. Ein Film über junge drogensüchtige Außenseiter und ihren Überlebenskampf im Londoner Großstadtdschungel
- 1994 My Son the Fanatic. Kurzgeschichte (Erstveröffentlichung in The New Yorker)
- 1995 The Black Album. Roman. Deutsch: Das schwarze Album. Übers. von Bernhard Robben. Studentenleben eines Farbigen inmitten fanatischer muslimischer Studentengruppierungen wird thematisiert
- 1997 Love in a Blue Time. Sammlung von Kurzgeschichten. Deutsch von Bernhard Robben: Liebe in einer blauen Zeit
- 1998 Intimacy. Roman. Deutsch: Rastlose Nähe
- 1999 Sleep With Me. Theaterstück
- 2000 Midnight All Day. Kurzgeschichten, deutsch: Dunkel wie der Tag
- 2001 Gabriel’s Gift. Roman Deutsch Gabriels Gabe, behandelt einen fiktiven Vater-Sohn-Konflikt
- 2001 Hanif Kureishi in der Serie Contemporary World Writers, ed. B. J. Moore, Manchester Univ. Press: Biographisches und Werkanalyse
- 2003 The Body. Roman. Deutsch: In fremder Haut. Das Buch handelt von einer Gehirnverpflanzung in einen jugendlichen Körper und von den daraus resultierenden Problemen
- 2004 My Ear at His Heart. Autobiographie. Deutsch von Henning Ahrens: Mein Ohr an Deinem Herzen. Erinnerungen an meinen Vater, S. Fischer Verlag, Frankfurt am Main 2011, ISBN 978-3-10-041214-0

Das Buch beschreibt Kureishis Jugend in London und seine ersten Versuche, Künstler, Schriftsteller und Philosoph zu werden, außerdem wird die Lebensgeschichte seines Vaters und seiner Familie, die zum Teil in Pakistan lebt, aufgerollt.
- 2005 The Word and the Bomb. Sammlung von Essays sowie von Ausschnitten aus früheren Werken, verfasst bzw. zusammengestellt anlässlich der Terroranschläge am 7. Juli 2005 in London
- 2008 Something to tell you. Roman. Deutsch: Das sag ich dir
- 2014 The last word. Roman. (Deutsch: Das letzte Wort. S. Fischer, Frankfurt am Main 2015, ISBN 978-3-10-002240-0.)

## Filmografie (Auswahl)
Drehbuch
- 1985: My beautiful laundrette „Mein wunderbarer Waschsalon“ – Regie: Stephen Frears
- 1987: Sammy and Rosie get laid „Sammy und Rosie tun es“ – Regie: Stephen Frears
- 1991: London kills me „London schafft sie alle“ – Vorlage: sein gleichnamiger Roman; Eigenregie
- 1997: My son the Fanatic – Vorlage: seine gleichnamige Kurzgeschichte; Regie: Chris Curling
- 1999: Mauvaise passe
- 2003: The mother „Die Mutter – The Mother“ – Regie: Roger Michell; erster Preis in der Director’s Fortnight section in Cannes
- 2006: Venus

Literarische Vorlage
- 2001: Intimacy – Regie: Patrice Chéreau; 2001 Auszeichnung als bester Film der Berlinale